# Лакпа Гелу
Лакпа Гелу (непальск. ल्हाक्पा घेलु; род. 23 июня 1967, район Солукхумбу, Непал) — непальский альпинист и горный гид, принадлежащий к народу шерпов. Наиболее известен тем, что 26 мая 2003 года установил мировой рекорд по времени восхождения на вершину Эвереста, который составил 10 часов, 56 минут и 46 секунд. Рекорд был побит 21 мая 2004 года другим непальским альпинистом Пембой Дордже.

## Биография
Родился около 23 июня 1967 года в районе Солукхумбу, Непал, в семье альпинистов. Его старший брат погиб в 1991 году во время восхождения на горный массив Аннапурна в Гималаях, а его младший брат также является покорителем Эвереста.
25 мая 2003 года Лакпа Гелу начал своё знаменитое восхождение в 5:00 вечера по местному времени, достигнув вершины Эвереста в 3:56 утра следующего дня. Он вернулся в базовый лагерь в 11:20, а общее время его восхождения и спуска составило 18 часов 20 минут. Таким образом, он побил мировой рекорд восхождения в 12 часов 45 минут, установленный тремя днями ранее его соотечественником Пембой Дордже. Его рекорд продержался до 21 мая 2004 года, когда Дордже вернул себе титул рекордсмена.
Помимо многократных восхождений на Эверест, Гелу покорил вершины Чо-Ойю и Амадаблам. В 2007 году он совершил благотворительный подъём на Эверест с целью собрать деньги на строительство школы в своём родном городе и привлечения внимания к роли народа шерпов в покорении высочайшей точки Земли.